# ژوزف دبلیو. کندی
ژوزف دبلیو. کندی (انگلیسی: Joseph W. Kennedy؛ زاده ۳۰ مهٔ ۱۹۱۶ درگذشته ۵ مهٔ ۱۹۵۷) یک دانشمند در زمینه شیمی اهل ایالات متحده آمریکا بود.